# Pernate
Pernate is een plaats (frazione) in de Italiaanse gemeente Novara.